# シルバーライン (サンディエゴ・トロリー)
シルバーライン（Silver Line）は、アメリカ合衆国カリフォルニア州サンディエゴで公共交通機関を運営するサンディエゴ都市交通システム（San Diego Metropolitan Transit System）が所有するライトレールであるサンディエゴ・トロリーの系統の1つ。1940年代に製造されたPCCカーを始めとする歴史的な車両が運行する保存鉄道で、資金援助や乗務員教習の支援を実施したサンディエゴ・ガス・アンド・エレクトリック社（SDG&E）の名を冠したSDG&E・シルバーライン（SDG&E Silver Line）が正式名称となっている。

## 歴史
1981年7月19日に開通し、2019年現在3つの系統が存在するサンディエゴのライトレール路線は、サンディエゴの都心と郊外を結ぶ通勤・近郊列車として運行している。その一方、サンディエゴ中心部であるダウンタウン地区の新たな交通機関として、ダウンタウンを一周する環状系統に保存電車を走らせる計画が1990年代初頭に立ち上がった。当初はウィーンのシュタットバーンで使用されていた2軸車を用いる計画であり、シーメンスからの支援により3両を導入したが、出力や車齢の面においてライトレール路線の基準に適合していない事が判明し、これらが営業運転に用いられる事は無かった。代わりに使用が決定したのが、1930年代にアメリカで開発され5,000両近くが製造された高性能路面電車であるPCCカーであり、開業に向けてアメリカ各地の博物館や事業者から車両や部品を導入した。
3000人以上のボランティアが参加し、85万ドルが費やされた動態化・近代化を含めた改造工事を経て、2011年8月17日からPCCカーを用いたシルバーラインの運行が始まった。2015年の利用客数は32,945人を記録している。

## 運行
2019年現在、シルバーラインはダウンタウン地区を時計回りに1周する環状系統であり、アメリカプラザ（America Plaza） - シビックセンター（Civic Center）間を除いたほとんどの区間は既存のライトレールと線路を共有する。そのため、PCCカーの導入にあたってライトレールが用いる連邦鉄道局標準規格（Federal Railroad Administraiton Standards）への対応が必要となり、台車を始めとする各種改造工事が行われた。全区間の所要時間は30分である。
毎週金曜日、土曜日、日曜日に営業運転を実施しており、12番通り＆インペリアル駅（12th & Imperial Transit Center）を起点に30分間隔で発車する。料金はライトレールと同様に大人が2.5ドル、65歳以上の高齢者や病人、障害者、6歳 - 18歳までの未成年が1.25ドルである。

## 駅一覧
2019年現在、シルバーラインは以下の9駅で構成される。前述の通り時計回りの環状運転を実施するため、パーク＆マーケット駅（Park & Market）を出発した電車の次の停車駅は12番通り＆インペリアル駅となる。
| SDG&E・シルバーラインSDG&E Silver Line | SDG&E・シルバーラインSDG&E Silver Line     | SDG&E・シルバーラインSDG&E Silver Line | SDG&E・シルバーラインSDG&E Silver Line | SDG&E・シルバーラインSDG&E Silver Line | SDG&E・シルバーラインSDG&E Silver Line                                                          | SDG&E・シルバーラインSDG&E Silver Line |
| 駅名                                   | 接続交通機関                               | 接続交通機関                           | 駐車場                                 | 情報センター                           | 備考                                                                                            |                                        |
| 駅名                                   | 他系統                                     | 路線バス                               | 駐車場                                 | 情報センター                           | 備考                                                                                            |                                        |
| -------------------------------------- | ------------------------------------------ | -------------------------------------- | -------------------------------------- | -------------------------------------- | ----------------------------------------------------------------------------------------------- | -------------------------------------- |
| 12th & Imperial Transit Center         | ブルーライン オレンジライン グリーンライン | ○                                      | ○                                      | ○                                      | 駐車場は有料                                                                                    |                                        |
| Gaslamp Quarter                        | グリーンライン                             |                                        |                                        |                                        |                                                                                                 |                                        |
| Convention Center                      | グリーンライン                             |                                        |                                        |                                        |                                                                                                 |                                        |
| Seaport Village                        | グリーンライン                             |                                        |                                        |                                        |                                                                                                 |                                        |
| America Plaza                          | ブルーライン                               | ○                                      |                                        |                                        | リムジンバスと接続 グリーンラインのサンタフェ・ディーポ（Santa Fe Depot）とは徒歩でアクセス可能 |                                        |
| Civic Center station                   | ブルーライン オレンジライン                | ○                                      |                                        |                                        |                                                                                                 |                                        |
| Fifth Avenue station                   | ブルーライン オレンジライン                | ○                                      |                                        |                                        |                                                                                                 |                                        |
| City College                           | ブルーライン オレンジライン                | ○                                      |                                        |                                        | リムジンバスと接続                                                                              |                                        |
| Park & Market                          | ブルーライン オレンジライン                | ○                                      |                                        |                                        |                                                                                                 |                                        |

## 車両
2019年現在、シルバーラインで使用される電車は以下の3両である。

### PCCカー（529・530）

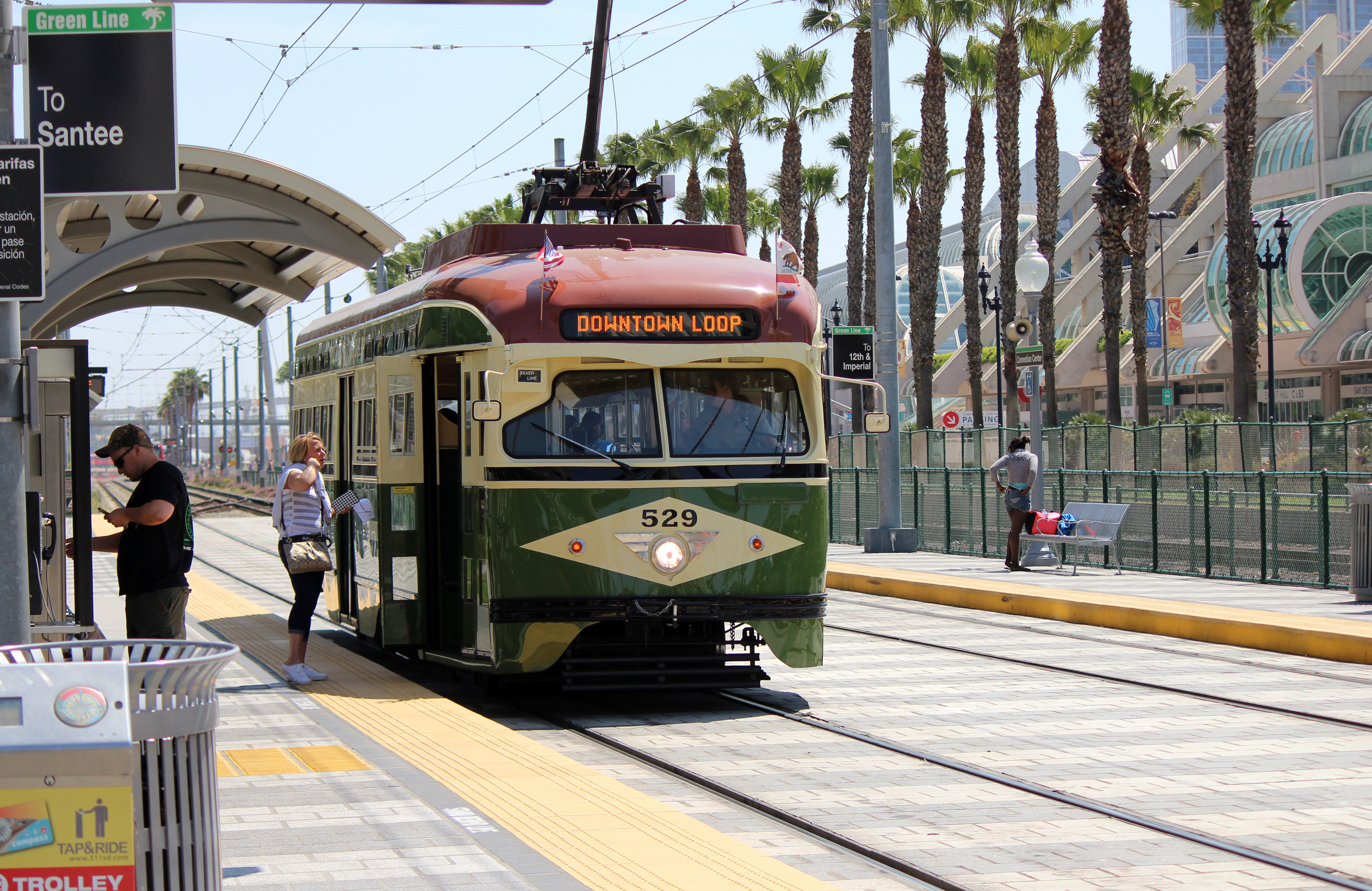
電停に停車する529

シルバーラインで運用されているPCCカーは、1949年まで存在したサンディエゴの路面電車であるサンディエゴ電鉄が所有していたものではなく、セントルイス公共事業会社が1946年に製造し、廃止後はサンフランシスコ市営鉄道（1100番台）に譲渡され、1982年の引退以降も各地に残存していた車両である。導入に際し、前述のとおり台車の改造工事が実施された他、集電装置もシングルアーム式パンタグラフに変更されている。またバリアフリーに対応するため、乗降扉のうち運転台側の1箇所には車椅子リフトが設置されている。塗装についても、サンディエゴ電鉄が所有していたPCCカーと同様のデザインに塗り直されている。
2019年現在、営業運転に使用されているのはシルバーライン開業時から運用に就く529と、2015年から投入された530である。他にも2011年の時点で元セントルイス公共事業会社（531）および元フィラデルフィア高速交通の2両（532・533）が存在するが、この3両については2019年の時点で営業運転には投入されておらず、動態復元待ちの状態にある。これらのPCCカーのうち博物館で保存されていた車両については、サンディエゴ・トロリーの廃車となった1000形電車との交換と言う形での譲渡が実施されている。
| 製造年 | 導入年                  | 製造             | 軌間        | 編成         | 運転台     | 備考・参考          |
| ------ | ----------------------- | ---------------- | ----------- | ------------ | ---------- | ------------------- |
| 1946年 | 2011年(529) 2015年(530) | セントルイス     | 1,435mm     | 単車         | 片運転台   | [ 7 ] [ 10 ] [ 11 ] |
| 1946年 | 2011年(529) 2015年(530) | 車体長           | 車体幅      | 車体高       | 着席定員   | 最大定員            |
| 1946年 | 2011年(529) 2015年(530) | 14,148mm 46t 5in | 2,743mm 9ft | 3,048mm 10ft | 53人       | 110人               |
| 1946年 | 2011年(529) 2015年(530) | 重量             | 最高速度    | 電動機       | 電動機出力 | 車両出力            |
| 1946年 | 2011年(529) 2015年(530) | 17.4t 38,500lbs  | ？          | ？           | ？         | 154kw               |

### 1000形（1001）

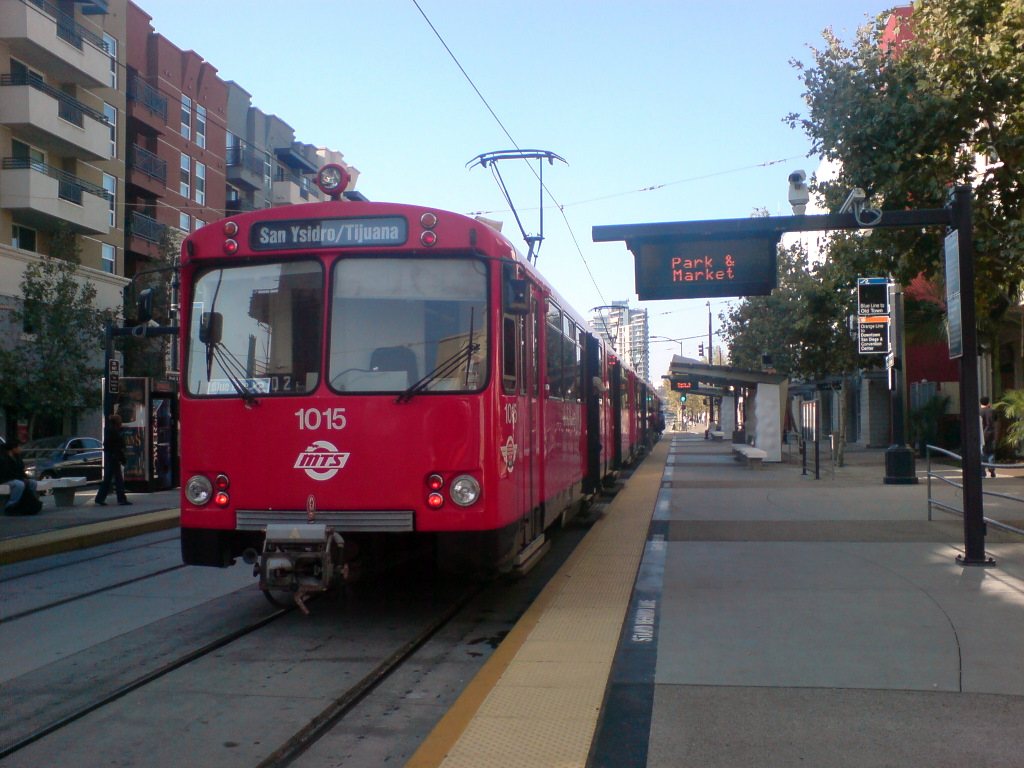
1015（1001と同型の車両）

サンディエゴ・トロリーが開業時に導入したU2形電車のトップナンバー。新型車両導入により2015年に一時引退したが、2019年6月からシルバーラインで営業運転に復帰している。